# Zsolnai kerület
A Zsolnai kerület (szlovákul: Žilinský kraj) közigazgatási egység Észak-Szlovákiában. Északról Csehország és Lengyelország, nyugatról a Trencséni kerület, délről a Besztercebányai kerület, keletről az Eperjesi kerület határolja.
Területe 6788 km², lakosainak száma 688 851 fő (2011), székhelye Zsolna (Žilina). Lakosai közül 553 fő magyar nemzetiségű.

## Földrajza
A kerület területén az Északnyugati-Kárpátok hegyláncai és a közöttük fekvő sűrűn lakott medencék váltakoznak. A főbb hegycsoportok a Kárpátok külső övén, az országhatár mentén a Morva–Szlovák-határhegység és a Beszkidek láncai, a Kárpátok belső vonulatán először a Kis-Fátra, a Liptói-havasok és a Magas-Tátra, majd beljebb (délebbre) a Zsgyár, a Nagy-Fátra és az Alacsony-Tátra.
A legfontosabb medencék egyben a fő folyók vízgyűjtő területei is. A legjelentősebb folyó a Vág, mely keletről nyugatra folyik végig a kerületen összegyűjtve annak felszíni vizeit. A Vág felső vízgyűjtője a Liptói-medence, két legfontosabb mellékfolyója a jobbparti Árva és a balparti Turóc, melyek az azonos nevű medencék vizeit hozzák a Vágba. A főfolyó ezután szűk völgyben tör át a Kis-Fátra hegyei között a Zsolnai-medencébe érkezve, melynek kereszt alakját két majdnem pontosan egymással szemben belétorkolló mellékfolyó, a balparti Kiszuca és a jobbparti Rajcsanka völgye alakítja ki. Még lejjebb a Vág szűk völgye kissé kiszélesedve a keskeny Trencséni-medencét alkotja, melynek csak felső része tartozott a kerülethez 1949 és 1960 között.
A kerület legmagasabb pontja a Bisztra a Liptói-havasokban (2248 m), a legalacsonyabb pedig az a pont, ahol a Vág távozik Nagybiccse közigazgatási területén (298 m).

## Története
A kerület mai területe 1922-ig Trencsén, Turóc, Árva és Liptó vármegyéhez tartozott. 1923 és 1928 között, amikor Szlovákia hat nagymegyére volt felosztva, nagy része Vágmente megyéhez tartozott, csak a mai Rózsahegyi és Liptószentmiklósi járások tartoztak Tátraalja megyéhez. 1928-ban a megyék átmenetileg megszűntek, 1938 után viszont ismét hat megyét szerveztek az első bécsi döntés következtében lecsökkent területű Szlovákiában, melyek közül az 1922-ig Trencsén vármegyéhez tartozott nyugati rész az újjászervezett nagyobb Trencsén megyéhez került, a keleti rész pedig Tátra megyéhez. Ez a beosztás 1945-ig volt érvényben, majd a megyék ismét megszűntek.
1949-ben Szlovákiát harmadszor is hat nagyobb közigazgatási egységre osztották, de ezek neve most már kerület volt. A Zsolnai kerület első ízben ekkor jött létre és 1960-ig állt fenn. Akkori területe a mainál valamivel nagyobb volt, mivel a ma a Trencséni kerülethez tartozó Illavai, Nagybiccsei és Vágbesztercei járások is ide tartoztak. 1960-ban a kerületek száma háromra csökkent, és a Zsolnai kerület teljes egészében beolvadt a Közép-Szlovákiai kerületbe, 1990-ben viszont ismét megszűnt a kerületi beosztás.
A mai Zsolnai kerület 1996-ban, a független Szlovákia új közigazgatási beosztásának kialakításakor alakult meg.

## Népesség, települések
| Év:            | 1994.   | 2004.   | 2014.   | 2024.   |
| -------------- | ------- | ------- | ------- | ------- |
| Emberek száma: | 682 983 | 694 129 | 690 449 | 686 063 |
| Eltérés:       |         | +1,63 % | -0,53 % | -0,63 % |

| Év:            | 2023.   | 2024.   |
| -------------- | ------- | ------- |
| Emberek száma: | 687 174 | 686 063 |
| Eltérés:       |         | -0,16 % |

A kerület átlagos népsűrűsége valamivel alacsonyabb a szlovákiai átlagnál, a népesség megoszlása azonban nagyon szélsőséges a különböző tájak között. A legsűrűbben lakottak a szélesebb medencék (a Liptói, a Turóci és a Zsolnai), a Tátra–Fátra-vidék magashegységi területei viszont lényegében lakatlanok, míg a kisebb medencék kevésbé sűrűn, a középhegységi területek pedig ritkán lakottak.
A népesség nemzetiség szerint lényegében homogén: 98% volt a szlovákok aránya az 1991-es népszámlálás szerint. A cseheké 1,1, a romáké 0,4, a magyaroké pedig 0,1%.
A kerületben 313 község található, közülük 17 város. A településhálózat alakulása a népesség megoszlásához hasonló mintázatot követ: a jelentős városok a nagyobb medencékben találhatók.
A legnagyobb város Zsolna mintegy 85 ezer lakossal, Észak-Szlovákia közlekedési és gazdasági központja. Őt Turócszentmárton követi, ami közel 60 ezer lakosával Szlovákia legnagyobb nem kerületi székhely városa és kiemelkedő szerepet játszik az ország történelmében és kulturális életében egyaránt. A harmadik és negyedik helyen a Liptói-medence folyton versengő két központja, Liptószentmiklós (33 ezer fő) és Rózsahegy (30 ezer fő) áll.

## Járások
A kerület 1996 óta a következő 11 járásból (okres) áll:
- Alsókubini járás (Okres Dolný Kubín), székhelye Alsókubin (Dolný Kubín)
- Csacai járás (Okres Čadca), székhelye Csaca (Čadca)
- Kiszucaújhelyi járás (Okres Kysucké Nové Mesto), székhelye Kiszucaújhely (Kysucké Nové Mesto)
- Liptószentmiklósi járás (Okres Liptovský Mikuláš), székhelye Liptószentmiklós (Liptovský Mikuláš)
- Nagybiccsei járás (Okres Bytča), székhelye Nagybiccse (Bytča)
- Námesztói járás (Okres Námestovo), székhelye Námesztó (Námestovo)
- Rózsahegyi járás (Okres Ružomberok), székhelye Rózsahegy (Ružomberok),
- Stubnyafürdői járás (Okres Turčianske Teplice), székhelye Stubnyafürdő (Turčianske Teplice)
- Turdossini járás (Okres Tvrdošín), székhelye Turdossin (Tvrdošín)
- Turócszentmártoni járás (Okres Martin), székhelye Turócszentmárton (Martin)
- Zsolnai járás (Okres Žilina), székhelye Zsolna (Žilina)

A Zsolnai kerülethez első fennállása idején, 1949 és 1960 között 16 járás tartozott, a fentieken kívül a ma a Trencséni kerülethez tartozó Illavai, Puhói és Vágbesztercei járás, továbbá az 1960 óta nem létező Liptóújvári és Rajeci járás is.